# 里茲尼亞
50°49′12″N 29°20′24″E / 50.82000°N 29.34000°E
里茲尼亞（烏克蘭語：Різня），是烏克蘭北部的村莊，隸屬日托米爾州的科羅斯滕區。該村處於里茲尼亞河畔，面積1.75平方公里，海拔高度148米，2001年人口279。